# 24h Le Mans 1954

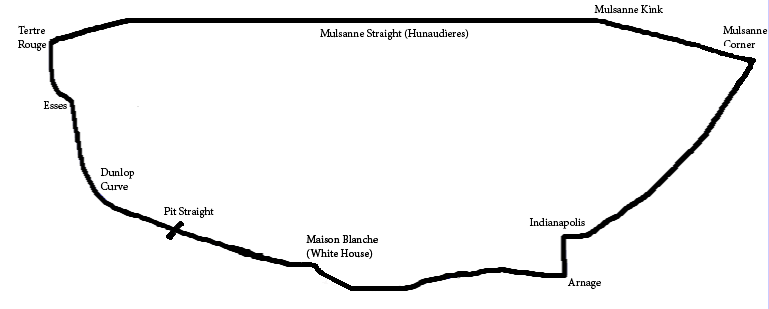
Tor Circuit de la Sarthe

24h Le Mans 1954 – 24–godzinny wyścig rozegrany na torze Circuit de la Sarthe w dniach 12–13 czerwca 1954 roku. Był czwartą rundą Mistrzostw Świata Samochodów Sportowych.

## Wyniki
Źródło: experiencelemans.com
| Poz. | Klasa | Nr | Zespół                        | Kierowcy                                  | Nadwozie                     | Silnik              | Okr. |
| ---- | ----- | -- | ----------------------------- | ----------------------------------------- | ---------------------------- | ------------------- | ---- |
| 1    | S 5.0 | 4  | Scuderia Ferrari              | José Froilán González Maurice Trintignant | Ferrari 375 Plus             | Ferrari 5.0L V12    | 302  |
| 2    | S 5.0 | 14 | Jaguar Cars Ltd.              | Duncan Hamilton Tony Rolt                 | Jaguar D-Type                | Jaguar 3.4L I6      | 301  |
| 3    | S 8.0 | 2  | Briggs Cunningham             | William Spear Sherwood Johnston           | C4-R                         | Chrysler 5.5L V8    | 283  |
| 4    | S 5.0 | 16 | Écurie Francorchamps          | Roger Laurent Jacques Swaters             | Jaguar C-Type                | Jaguar 3.4L I6      | 277  |
| 5    | S 8.0 | 1  | Briggs Cunningham             | Briggs Cunningham John Gordon Bennet      | C4-R                         | Chrysler 5.5L V8    | 274  |
| 6    | S 3.0 | 30 | Equipe Gordini                | André Guelfi Jacques Pollet               | Gordini T15                  | Gordini 2.5L I6     | 263  |
| 7    | S 2.0 | 35 | Bristol Aeroplane Company     | Peter S. Wilson Jim Mayers                | Bristol 450                  | Bristol 2.0L I6     | 260  |
| 8    | S 2.0 | 33 | Bristol Aeroplane Company     | Tommy Wisdom Jack Fairman                 | Bristol 450                  | Bristol 2.0L I6     | 257  |
| 9    | S 2.0 | 34 | Bristol Aeroplane Company     | Mike Keen John Line                       | Bristol 450                  | Bristol 2.0L I6     | 255  |
| 10   | S 750 | 57 | Automobiles Deutsch et Bonnet | René Bonnet Élie Bayol                    | DB HBR                       | Panhard 0.7L Flat-2 | 240  |
| 11   | S 2.0 | 36 | Automobiles Frazer Nash Ltd.  | Maurice Gatsonides Marcel Becquart        | Frazer Nash Le Mans Coupe    | Bristol 2.0L I6     | 228  |
| 12   | S 1.5 | 39 | Porsche KG                    | Johnny Claes Pierre Stasse                | Porsche 550/4 RS 1500 Spyder | Porsche 1.5L Flat-4 | 228  |
| 13   | S 750 | 55 | Ets. Monopole                 | Jean Hèmard Pierre Flahaut                | Monopole X84                 | Panhard 0.6L Flat-2 | 222  |
| 14   | S 1.1 | 47 | Porsche KG                    | Zora Arkus-Duntov Gustave Olivier         | Porsche 550/4 RS 1100 Spyder | Porsche 1.1L Flat-4 | 216  |
| 15   | S 2.0 | 62 | Edgar B. Wadsworth            | Edgar Wadsworth John Brown                | Triumph TR2                  | Triumph 2.0L I4     | 214  |
| 16   | S 750 | 56 | Ecurie Jeudy-Bonnet           | Marc Gignoux Louis Cornet                 | DB HBR                       | Panhard 0.7L Flat-2 | 213  |

### Nie sklasyfikowani
| Poz. | Klasa | Nr | Zespół                          | Kierowcy                    | Nadwozie    | Silnik              | Okr. |
| ---- | ----- | -- | ------------------------------- | --------------------------- | ----------- | ------------------- | ---- |
| 17   | S 750 | 59 | Automobiles Panhard et Levassor | René Cotton André Beaulieux | Panhard X88 | Panhard 0.6L Flat-2 | 195  |
| 18   | S 750 | 54 | P. Garzynski                    | René Breuil Jean Py         | BG Le Mans  | Renault 0.7L I4     | 194  |

### Zdyskwalifikowani
| Poz. | Klasa | Nr | Zespół              | Kierowcy                                    | Nadwozie              | Silnik           | Okr. |
| ---- | ----- | -- | ------------------- | ------------------------------------------- | --------------------- | ---------------- | ---- |
| 19   | S 5.0 | 11 | Georges Grignard    | Jean Blanc Serge Nersessian                 | Talbot T26 Gran Sport | Talbot 4.6L I6   | 206  |
| 20   | S 1.5 | 43 | Automobili O.S.C.A. | Lance Macklin Pierre Leygonie James Simpson | O.S.C.A. MT-4 1500    | O.S.C.A. 1.5L I4 | 247  |

### Nie ukończyli
| Poz. | Klasa | Nr | Zespół                                     | Kierowcy                                      | Nadwozie                     | Silnik                            | Okr. |
| ---- | ----- | -- | ------------------------------------------ | --------------------------------------------- | ---------------------------- | --------------------------------- | ---- |
| 21   | S 1.5 | 42 | Automobili O.S.C.A.                        | Jacques Péron Francesco Giardini              | O.S.C.A. MT-4 1500           | O.S.C.A. 1.5L I4                  | 243  |
| 22   | S 5.0 | 8  | David Brown                                | Reg Parnell Roy Salvadori                     | Aston Martin DB3S SC         | Aston Martin 2.9L Supercharged I6 | 222  |
| 23   | S 1.1 | 63 | Lucien Farnaud                             | Lucien Farnaud Adolfo Macchieraldo            | O.S.C.A. MT-4 1100           | O.S.C.A. 1.1L I4                  | 199  |
| 24   | S 750 | 49 | Automobiles VP                             | Yves Giraud-Cabantous Just-Émile Vernet       | VP 166R                      | Renault 0.7L I4                   | 190  |
| 25   | S 5.0 | 5  | Scuderia Ferrari                           | Robert Manzon Louis Rosier                    | Ferrari 375 Plus             | Ferrari 5.0L V12                  | 177  |
| 26   | S 750 | 58 | Automobiles Panhard et Levassor            | Pierre Chancel Robert Chancel                 | Monopole X88                 | Panhard 0.6L Flat-2               | 157  |
| 27   | S 1.5 | 41 | Porsche KG                                 | Hans Herrmann Helmut Polensky                 | Porsche 550/4 RS 1500 Spyder | Porsche 1.5L Flat-4               | 148  |
| 28   | S 3.0 | 20 | David Brown                                | Prince Birabongse Bhanubandh Peter Collins    | Aston Martin DB3S Coupe      | Aston Martin 2.9L I6              | 138  |
| 29   | S 5.0 | 15 | Jaguar Cars Ltd.                           | Peter Whitehead Ken Wharton                   | Jaguar D-Type                | Jaguar 3.4L I6                    | 131  |
| 30   | S 3.0 | 27 | Jean-Paul Colas                            | Jean-Paul Colas Hernando da Silva Ramos       | Aston Martin DB2/4 Vignale   | Aston Martin 2.9L I6              | 121  |
| 31   | S 5.0 | 6  | Briggs Cunningham                          | Phil Walters John Fitch                       | Ferrari 375MM                | Ferrari 4.5L V12                  | 120  |
| 32   | S 2.0 | 28 | Officine Alfieri Maserati                  | Alfonso de Portago Carlo Tomasi               | Maserati A6GCS               | Maserati 2.0L I6                  | 116  |
| 33   | S 2.0 | 38 | Automobiles Frazer Nash Ltd. Sture Nottorp | Sture Nottorp Ivar Andersson                  | Frazer Nash Le Mans          | Bristol 2.0L I6                   | 109  |
| 34   | S 750 | 52 | Ecurie Jeudy-Bonnet                        | Marc Azéma Alphonse de Burnay                 | DB HBR                       | Renault 0.7L I4                   | 102  |
| 35   | S 2.0 | 44 | Alexandre Constantin                       | Edmond Mouche Alexandre Constantin            | Constantin Barquette         | Peugeot 1.3L Supercharged I4      | 95   |
| 36   | S 5.0 | 12 | Jaguar Cars Ltd.                           | Stirling Moss Peter Walker                    | Jaguar D-Type                | Jaguar 3.4L I6                    | 92   |
| 37   | S 5.0 | 3  | Scuderia Ferrari                           | Umberto Maglioli Paolo Marzotto               | Ferrari 375 Plus             | Ferrari 5.0L V12                  | 88   |
| 38   | S 1.1 | 46 | Kieft Cars Ltd.                            | Alan Rippon William Black                     | Kieft                        | Coventry Climax 1.1L I4           | 86   |
| 39   | S 1.1 | 65 | Equipe Gordini                             | André Pilette Gilberte Thirion                | Gordini T17S                 | Gordini 1.1L I4                   | 76   |
| 40   | S 3.0 | 19 | Equipe Gordini                             | Jean Behra André Simon                        | Gordini T24S                 | Gordini 3.0L I8                   | 76   |
| 41   | S 3.0 | 22 | David Brown                                | Carroll Shelby Paul Frère                     | Aston Martin DB3S            | Aston Martin 2.9L I6              | 74   |
| 42   | S 750 | 50 | Guy Michel et André Guillard               | Guy Michel André Guillard                     | Renault 4CV                  | Renault 0.7L I4                   | 73   |
| 43   | S 3.0 | 21 | David Brown                                | Ian Stewart Graham Whitehead                  | Aston Martin DB3S Coupe      | Aston Martin 2.9L I6              | 64   |
| 44   | S 5.0 | 9  | Ecurie Rossier                             | Jean-Louis Rosier Pierre Meyrat               | Talbot-Lago T26 Gran Sport   | Talbot-Lago 4.5L I6               | 62   |
| 45   | S 2.0 | 31 | Equipe Gordini                             | Charles de Clareur André Moynet               | Gordini T15                  | Gordini 2.0L I6                   | 54   |
| 46   | S 2.0 | 37 | Automobiles Frazer Nash Ltd.               | Rodney F. Peacock Gerry A. Ruddock            | Frazer Nash Le Mans          | Bristol 2.0L I6                   | 49   |
| 47   | S 5.0 | 10 | Pierre Levegh                              | Pierre Levegh Lino Fayen                      | Talbot-Lago T26 Gran Sport   | Talbot-Lago 4.4L I6               | 33   |
| 48   | S 1.1 | 48 | Kieft Cars Ltd.                            | Georges Trouis Alfred P. Hitchings            | Kieft Sport                  | MG 1.1L I4                        | 26   |
| 49   | S 5.0 | 7  | David Brown                                | Eric Thompson Dennis Poore                    | Lagonda DP115                | Lagonda 4.5L V12                  | 25   |
| 50   | S 750 | 66 | Jacques Faucher                            | Jacques Faucher Jean Hébert                   | Renault 4CV                  | Renault 0.7L I4                   | 20   |
| 51   | S 750 | 51 | Automobiles Deutsch et Bonnet              | Pierre-Louis Dreyfus Leon Dernier Jean Lucas  | DB HBR                       | Renault 0.7L I4                   | 8    |
| 52   | S 750 | 53 | Nardi et Co.                               | Alexandre Gacon Dr. Mario Damonte             | Nardi 750LM                  | Crosley 0.7L I4                   | 7    |
| 53   | S 5.0 | 18 | Luigi Chinetti                             | Porfirio Rubirosa Innocente Baggio            | Ferrari 375MM Berlinetta     | Ferrari 4.5L V12                  | 5    |
| 54   | S 750 | 60 | Automobiles Panhard et Levassor            | Lucien Pailler Jacques Dewes                  | Panhard X88                  | Panhard 0.6L Flat-2               | 5    |
| 55   | S 1.5 | 40 | Porsche KG                                 | Richard von Frankenberg Helm Glöckler         | Porsche 550/4 RS 1500 Spyder | Porsche 1.5L Flat-4               | 4    |
| 56   | S 750 | 64 | Ecurie Jeudy-Bonnet                        | Claude Storez Jean-Claude Vidilles Jean Lucas | DB HBR                       | Renault 0.7L I4                   | 4    |
| 57   | S 750 | 61 | Automobiles Panhard et Levassor            | Eugéne Dussous Jacques Savoye                 | Panhard X84                  | Panhard 0.6L Flat-2               | 0    |